# Смедеревски зборник
Смедеревски зборник је стручни часопис у којем се објављују радови о покретним културним добрима која се чувају у збиркама у Музеју у Смедереву (палеонтолошкој, археолошкој, нумизматичкој, историјској, етнолошкој и уметничкој), о културно-историјској баштини Смедерева и смедеревског краја, као и стручни радови на различите теме од општег културно-историјског и музеолошког значаја.

## Бројеви
- Смедеревски зборник 1 - 2006.
- Смедеревски зборник 2 - 2009.
- Смедеревски зборник 3 - 2012.
- Смедеревски зборник 4 - 2013.
- Смедеревски зборник 5 - 2016.
- Смедеревски зборник 6 - 2019.